# Aloe × imerinensis
Aloe × imerinensis là một loài thực vật có hoa lai ghép trong họ Asparagaceae. Loài này được Bosser mô tả khoa học đầu tiên năm 1968.